# Zygonyx asahinai
Zygonyx asahinai là loài chuồn chuồn trong họ Libellulidae. Loài này được Matsuki & Saito miêu tả khoa học đầu tiên năm 1995.